# Косой Хутор
Косой Хутор — посёлок в Курчатовском районе Курской области. Входит в Костельцевский сельсовет.

## География
Посёлок находится в 37 км к северо-западу от Курска, в 9,5 км севернее районного центра — города Курчатов, в 11,5 км от центра сельсовета — села Костельцево.
Климат
Косой Хутор, как и весь район, расположен в поясе умеренно континентального климата с тёплым летом и относительно тёплой зимой (Dfb в классификации Кёппена).

## Население
| 2002 | 2010 |
| ---- | ---- |
| 14   | ↘6   |

## Транспорт
Косой Хутор находится в 29 км от федеральной автодороги М2 «Крым», в 9 км от автодороги регионального значения 38К-017 (Курск — Льгов — Рыльск — граница с Украиной), в 2,5 км от автодороги межмуниципального значения 38Н-575 (Сейм — Мосолово — Нижнее Сосково), в 9,5 км от ближайшего ж/д остановочного пункта Курчатов (линия Льгов I — Курск).